# Logo de la présidence du Conseil de l'Union européenne

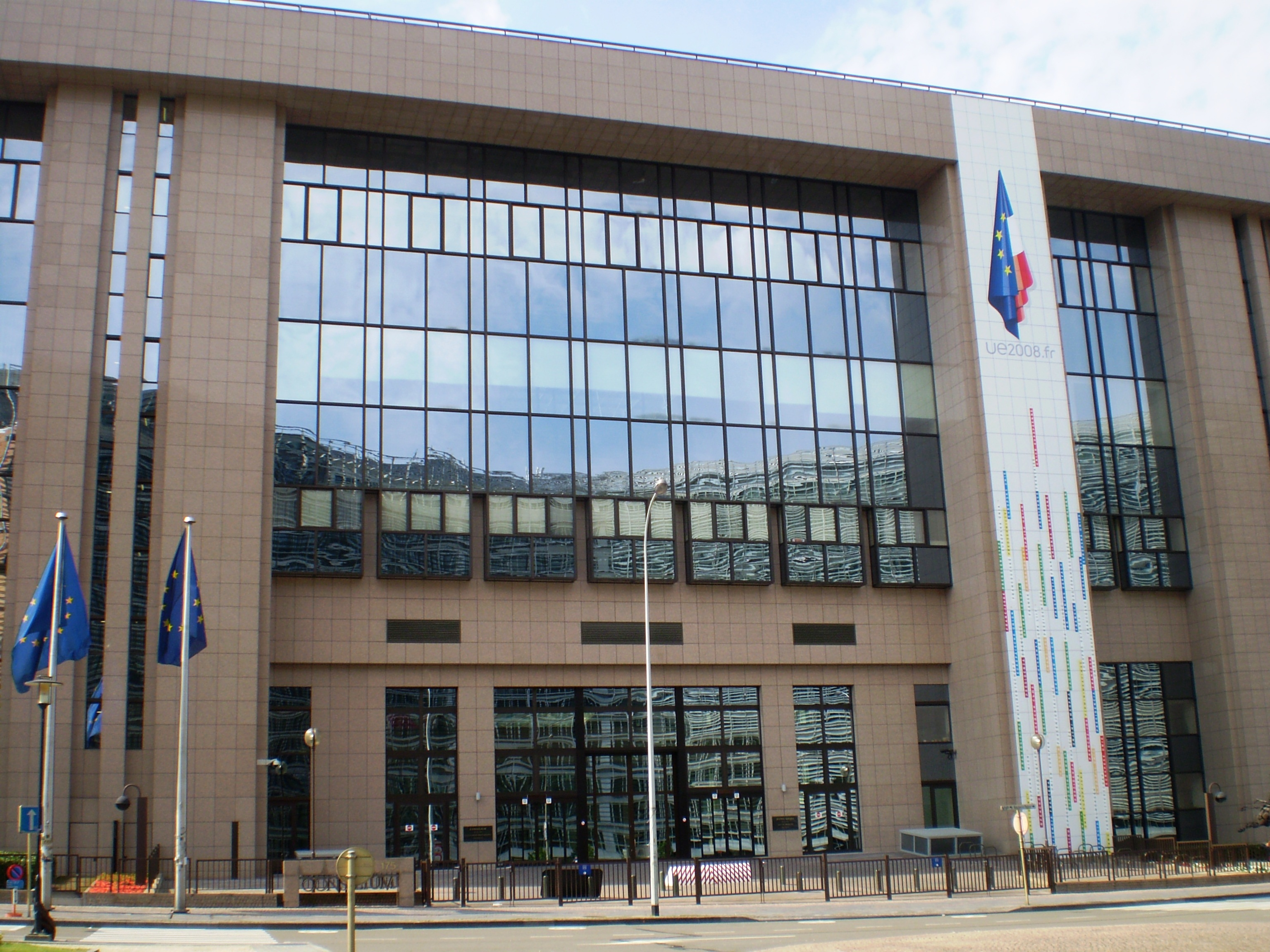
Logo de la présidence française en 2008 sur le bâtiment Lipse à Bruxelles.

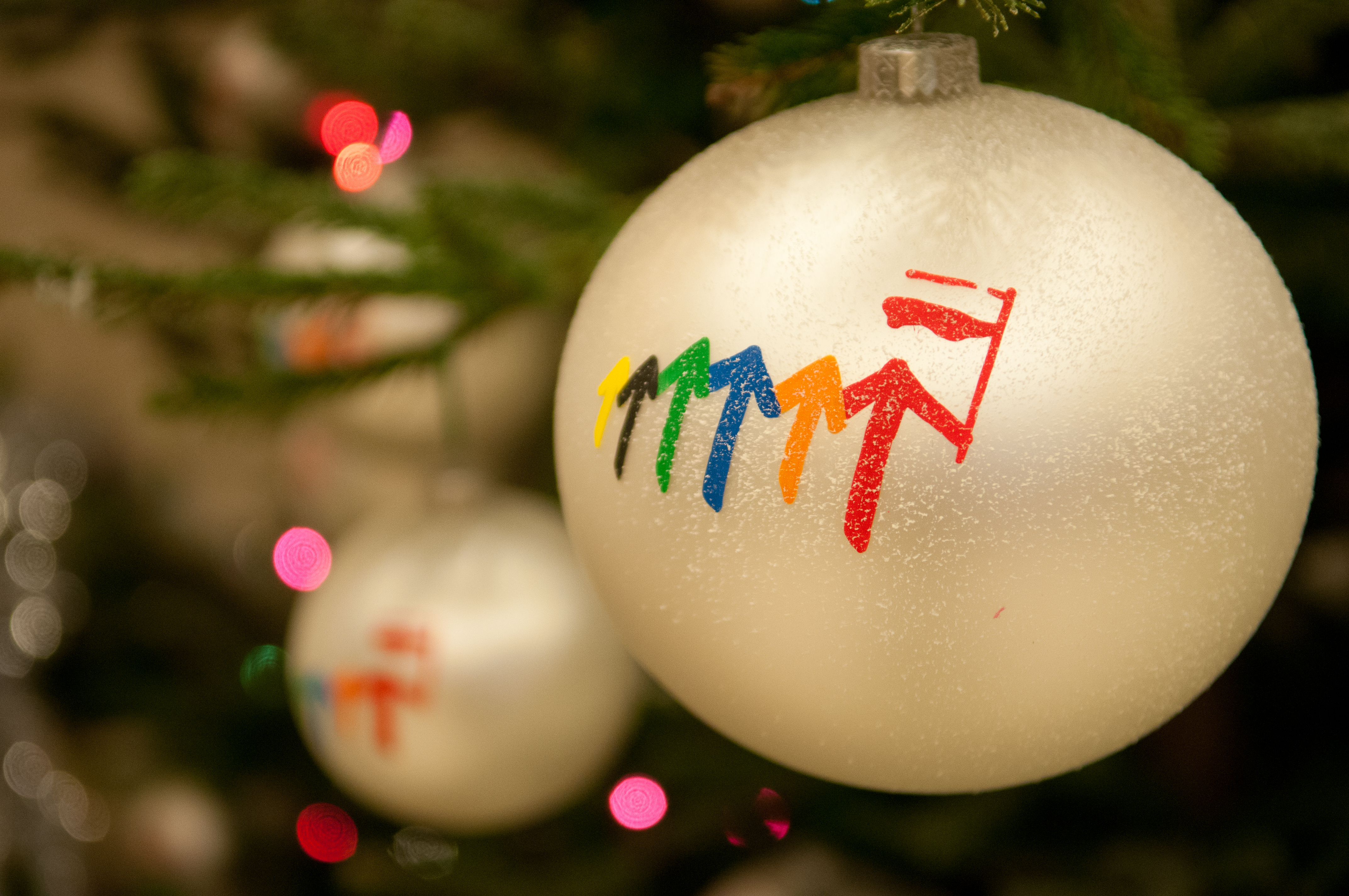
Logo de la présidence polonaise en 2011 sur les boules d'un sapin de Noël.

Le logo de la présidence du Conseil de l'Union européenne est le symbole graphique de l'État assurant la présidence tournante du Conseil de l'UE. Ce n'est pas un symbole officiel de l'Union européenne. 

## Histoire
Le plus ancien logo de ce type est celui de la présidence belge en 1987.

## Thème des logos
Outre l'année de la présidence, ces logos représentent en général le pays qui l'assure en faisant apparaître son nom ou son code, complété par une référence culturelle telle qu'une ou plusieurs couleurs de son drapeau national.
Ils peuvent aussi représenter l'Union européenne en intégrant le drapeau européen ou certains de ses éléments (couleurs, étoiles), ou en faisant allusion aux valeurs européennes avec des symboles comme la colombe de la paix ou des représentations de la fraternité entre les pays.
D'autre part, ils représentent la caractéristique déterminante de l'identité de chaque présidence. Ainsi, selon le Conseil de l'Union européenne, le logo doit servir de « symbole visuel intégral : un trait caractéristique de l'identité de chaque présidence et une déclaration de son message vers l'Europe et le monde entier ».
En 2001, l'architecte néerlandais Rem Koolhaas et son agence OMA proposent une nouvelle version du drapeau européen, consistant en un code-barres dont les bandes verticales représentent les couleurs des drapeaux de tous les États membres de l'UE, d'ouest en est. Cette proposition reste lettre morte, mais elle est choisie comme logo de la présidence de l'Autriche en 2006 ; elle est adaptée à cet effet au cinquième élargissement de l'UE qui a vu en 2004 le nombre de membres passer de 15 à 25.
Les logos sont le plus souvent conçus spécifiquement par chaque présidence, mais dans le cas du trio présidentiel Espagne / Belgique / Hongrie de 2010 et 2011, le même symbole fut utilisé avec uniquement une modification des trois couleurs pour s'adapter tour à tour au drapeau de ces trois pays.
La symbolique du logo est souvent expliquée sur le site web de la présidence, accompagnée d'une charte graphique.

## Utilisations
Le logo est utilisé dans toutes les publications de l'État assurant la présidence, en ligne, dans les décors des événements, dans le bâtiment Juste Lipse à Bruxelles et dans d'autres évènements comme les manifestations officielles de la présidence.

## Liste des logos

France 1er semestre 1995
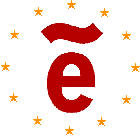
Espagne 2e semestre 1995
Italie 1er semestre 1996
Irlande 2e semestre 1996
Pays-Bas 1er semestre 1997
Luxembourg 2e semestre 1997
Royaume-Uni 1er semestre 1998
Autriche 2e semestre 1998
Allemagne 1er semestre 1999
Finlande 2e semestre 1999
Portugal 1er semestre 2000
France 2e semestre 2000
Suède 1er semestre 2001
Belgique 2e semestre 2001
Espagne 1er semestre 2002
Danemark 2e semestre 2002
Grèce 1er semestre 2003
Italie 2e semestre 2003
Irlande 1er semestre 2004
Pays-Bas 2e semestre 2004
Luxembourg 1er semestre 2005
Royaume-Uni 2e semestre 2005
Autriche 1er semestre 2006
Finlande 2e semestre 2006
Allemagne 1er semestre 2007
Portugal 2e semestre 2007
Slovénie 1er semestre 2008
France 2e semestre 2008
Tchéquie 1er semestre 2009
Suède 2e semestre 2009
Espagne 1er semestre 2010
Belgique 2e semestre 2010
Hongrie 1er semestre 2011
Pologne 2e semestre 2011
Danemark 1er semestre 2012
Chypre 2e semestre 2012
Irlande 1er semestre 2013
Lituanie 2e semestre 2013
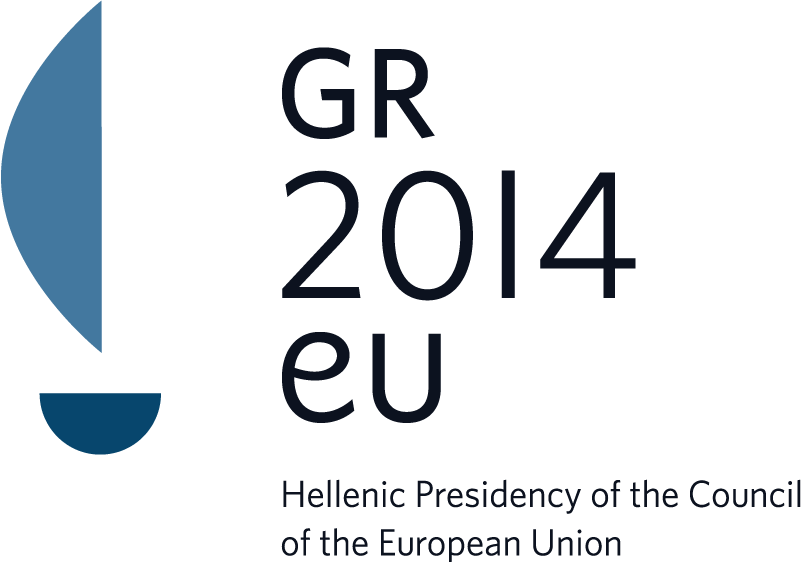
Grèce 1er semestre 2014
Italie 2e semestre 2014
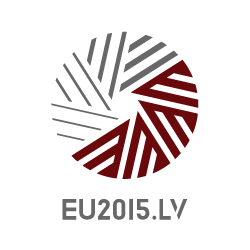
Lettonie 1er semestre 2015
Luxembourg 2e semestre 2015
Pays-Bas 1er semestre 2016
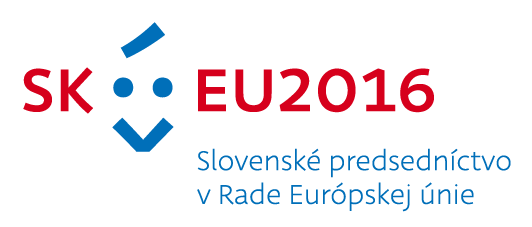
Slovaquie 2e semestre 2016
Malte 1er semestre 2017
Estonie 2e semestre 2017
Bulgarie 1er semestre 2018
Autriche 2e semestre 2018
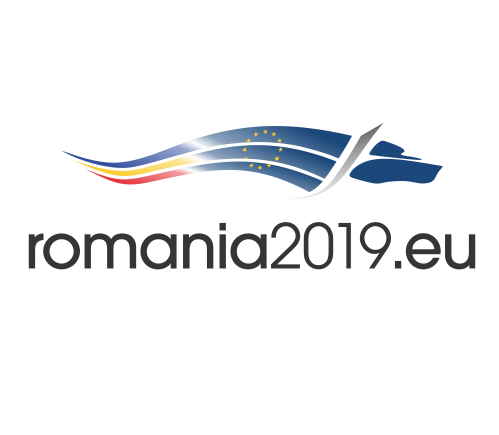
Roumanie 1er semestre 2019
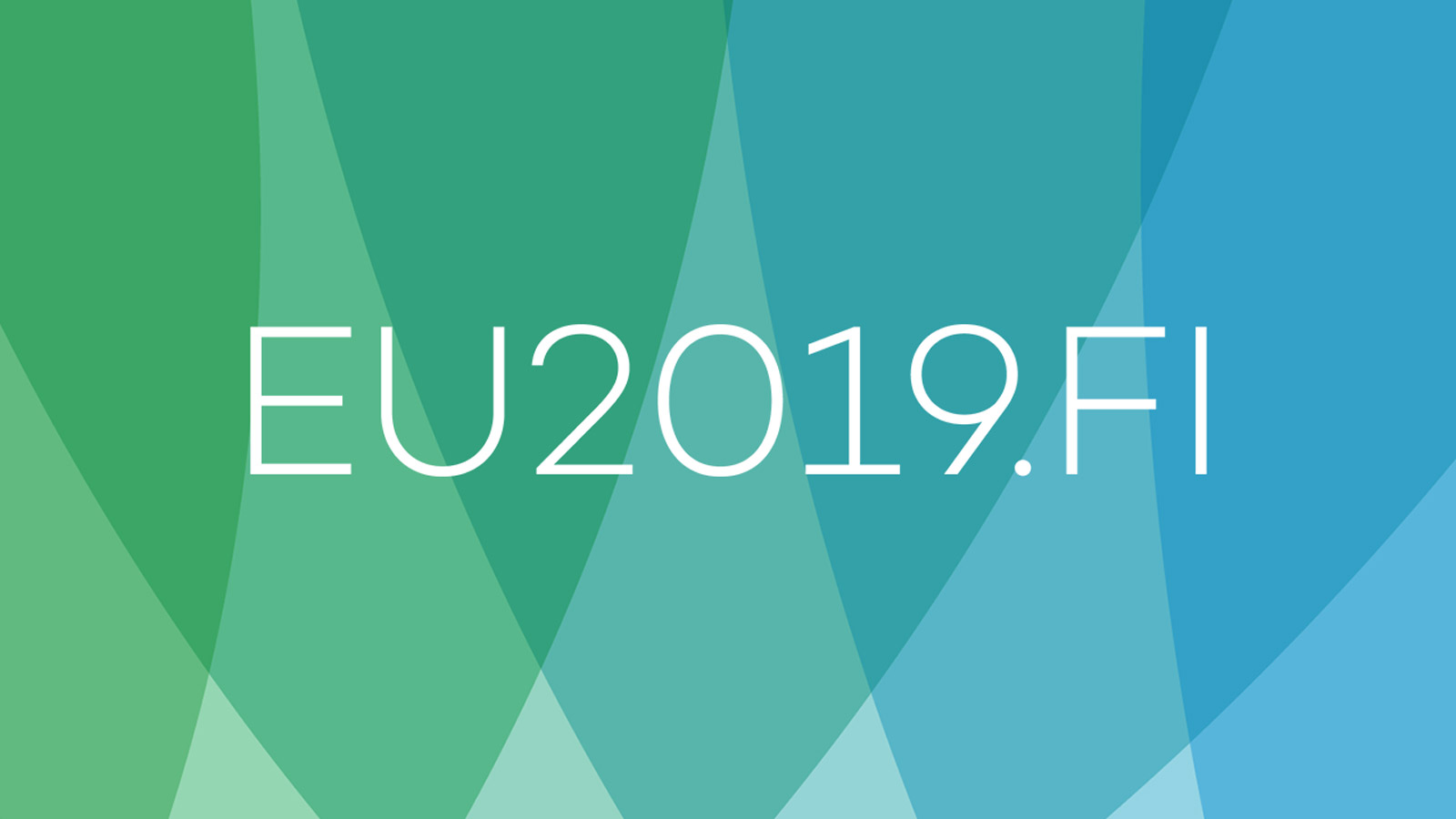
Finlande 2e semestre 2019
Croatie 1er semestre 2020
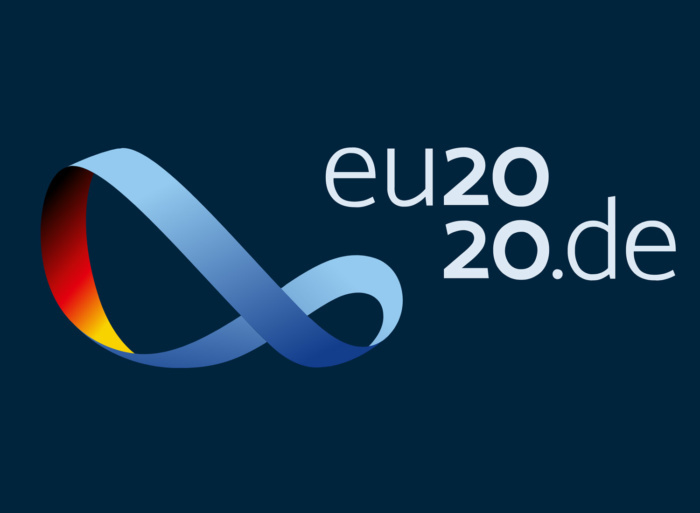
Allemagne 2e semestre 2020
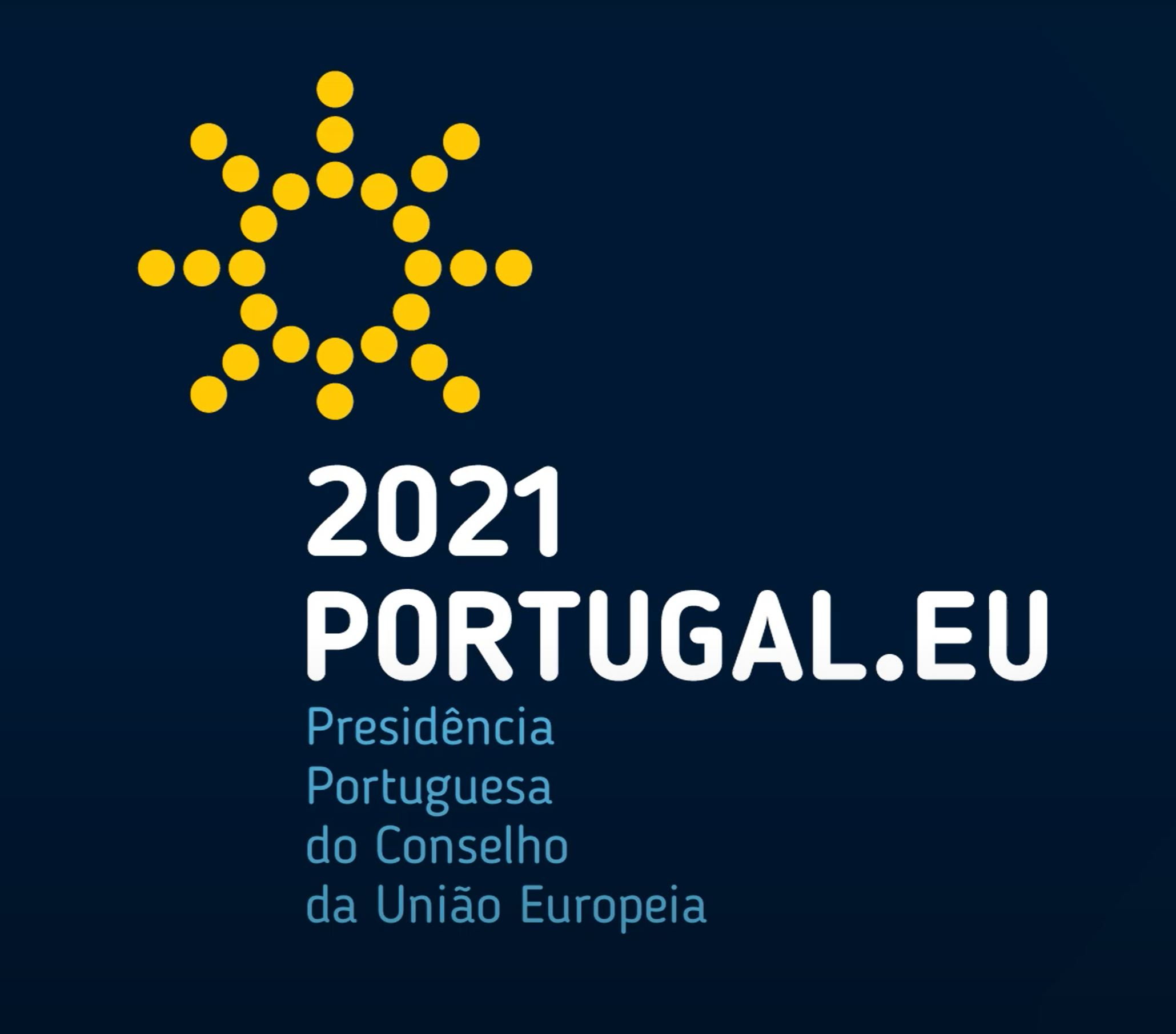
Portugal 1er semestre 2021
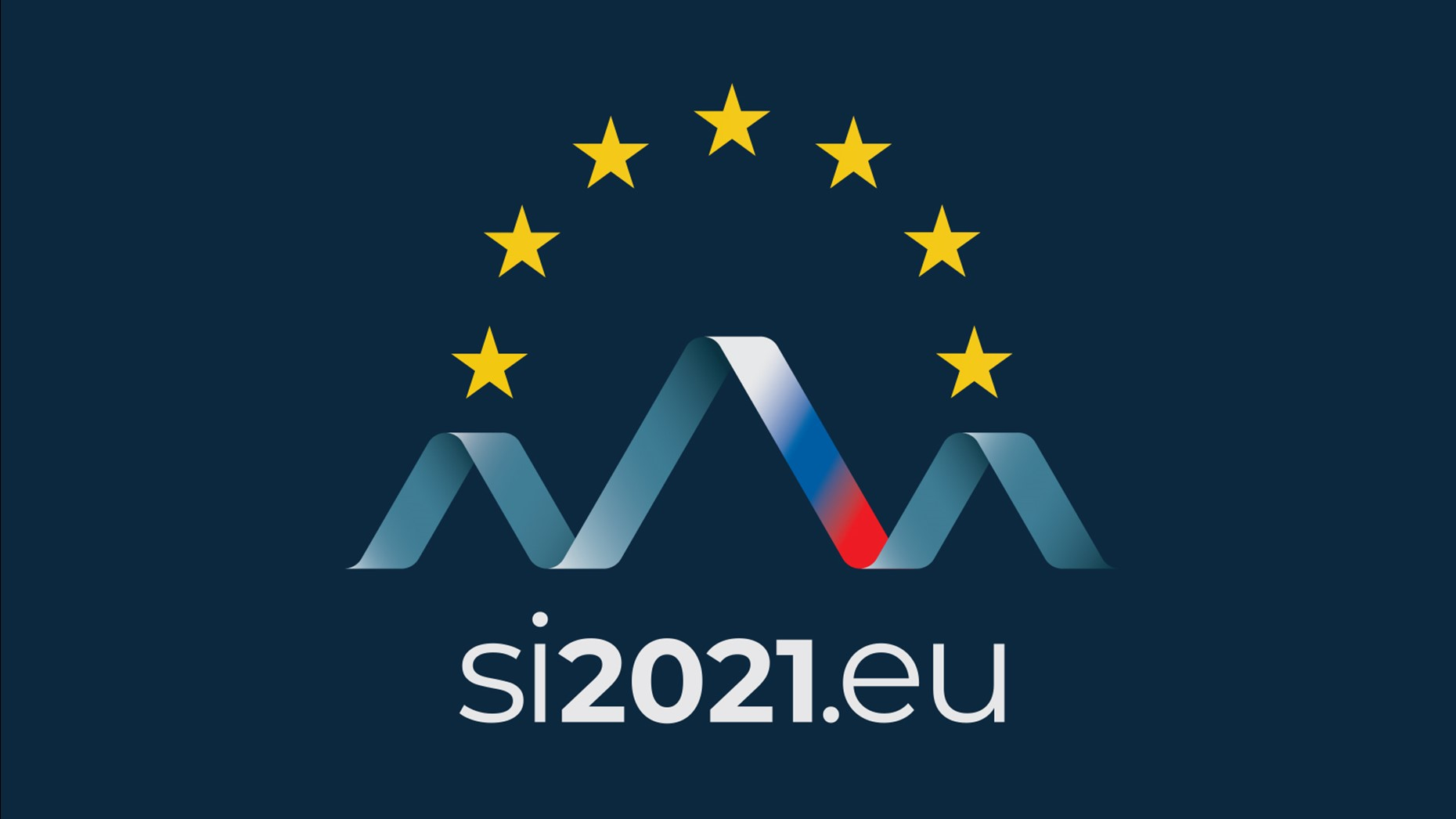
Slovénie 2e semestre 2021
France 1er semestre 2022
Tchéquie 2e semestre 2022
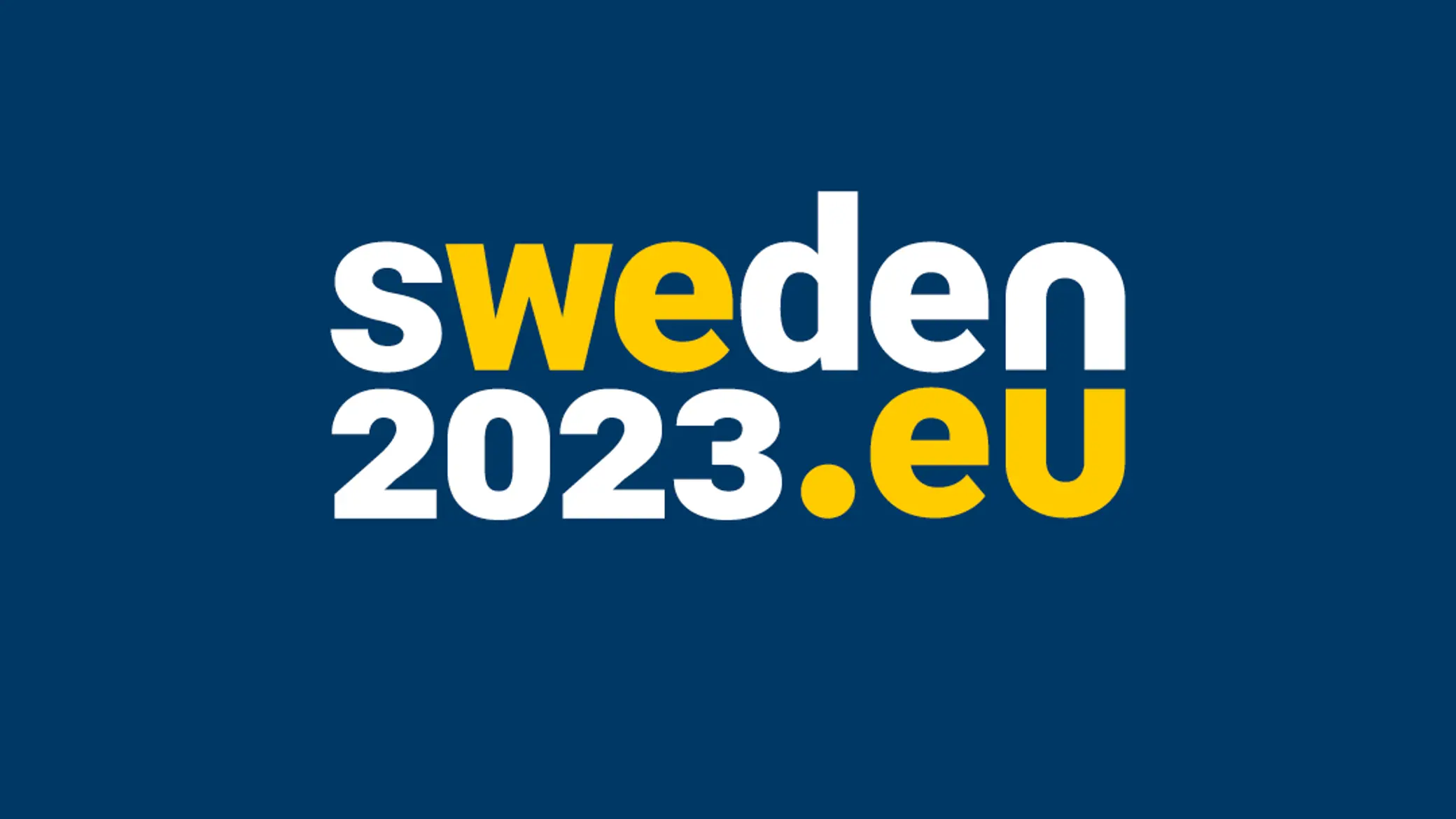
Suède 1er semestre 2023
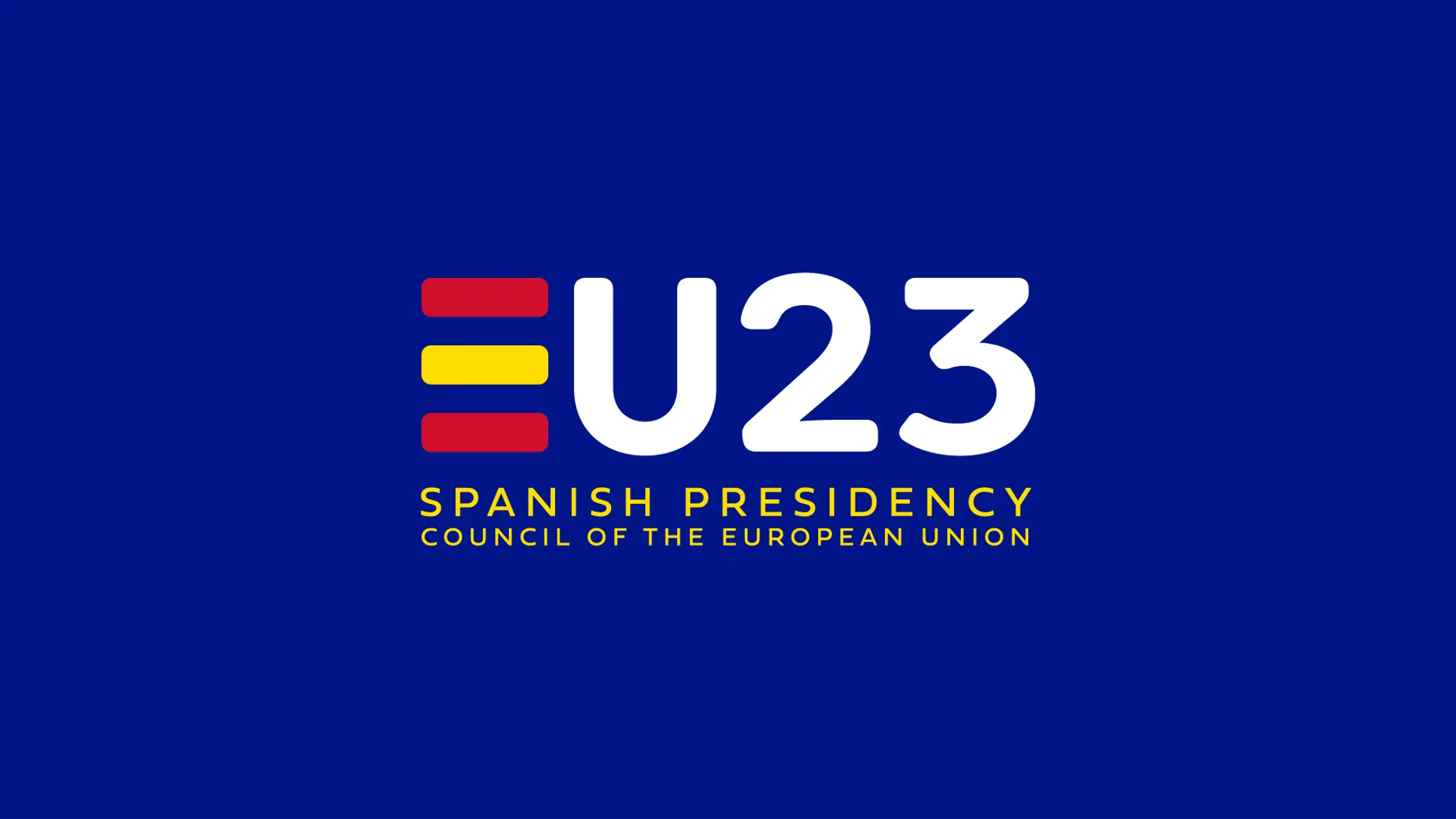
Espagne 2e semestre 2023
Belgique 1er semestre 2024
Hongrie 2e semestre 2024
Pologne 1er semestre 2025
Danemark 2e semestre 2025